# Jerff
En Jerff eller med modern stavning Järv, är inom skandinavisk legend en blandning av olika djur men som ska likna en hund, med huvud och klor av en katt. Den ska även ha en tjock päls och en svans liknande den på en räv. I Tyskland är varelsen känd som Vielfraß och på engelska heter det Gulon.
Jerffen är känd för sin kraftiga aptit på grund av de mystiska matvanorna djuret har. Den dödar ett djur, och äter det tills den inte orkar mer, i vilket tillfälle den då klämmer sig igenom två träd för att trycka ner maten i kroppen, för att sedan återgå och äta igen, ända tills det inte finns något kvar att äta på offret.
Legender om jerffen är ett tidigt omnämnande av den i södra Sverige då okända järven.